# Xenusia
Os xenúsidos (Xenusia) são uma classe de lobopódios que assemelham-se ao Xenusion. Eles têm o corpo relativamente grande, anulado e cilíndrico e suas pernas eram cobertas por tubérculos (garras). Alguns possuem grandes apêndices frontais, embora possam representar artefatos tafonômicos. A boca deles é terminal ou subterminal e eles são marinhos.
As primeiras descrições dos integrantes desta classe foram feitas por representantes do século XX, no entanto, a classe apenas foi isolada, em 1989, por Jerzy Dziki e Gunther Krumbigelem. Atualmente a classe é considerada um grupo parafilético com relação aos artrópodes.